# Senseo

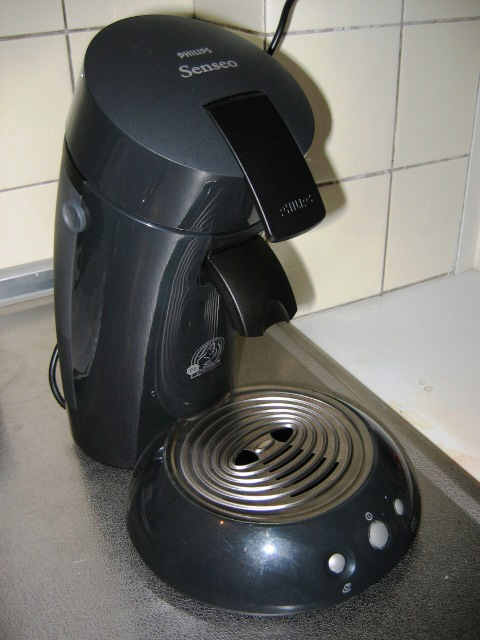

Senseo – ekspres do kawy opracowany i opatentowany przez firmę Philips wespół z producentem kawy Douwe Egberts. Pierwsze egzemplarze pojawiły się na rynku holenderskim w roku 2001. Jest to ekspres niskociśnieniowy (1,5 bara) z innowacyjnym szybkim podgrzewaniem wody i wibracyjną pompą pozwalającymi wytworzyć pianę porównywalną z pianą wytwarzaną przez ekspresy wysokociśnieniowe. Zaletą tego ekspresu jest niska cena zakupu i niskie koszty eksploatacji w stosunku do ekspresów wysokociśnieniowych. Również niska waga powoduje to, że może on być łatwo przenoszony i używany także w warunkach turystycznych.
Nazwa Senseo jest też nazwą handlową kawy mielonej umieszczonej w specjalnych papierowych saszetkach, których rozmiar jest dostosowanych do tego typu ekspresów.

## Zasada działania
Ekspres składa się z podstawy, trzonu ze zbiornikiem na wodę (0,7 litra w starszych modelach i 1 litr w nowszych) i głowicy. W głowicy znajduje się podgrzewacz wody, pompa i pojemnik na saszetki z mieloną kawą. Saszetkę umieszcza się na wymiennym sicie i zamyka się sprężynowym zatrzaskiem. Po uruchomieniu wibracyjna pompa przepompowuje gorąca wodę przez saszetkę i sito dając w aromatyczną spienioną kawę. Saszetka składa się z dwóch sklejonych warstw perforowanego papieru w kształcie krążków, pomiędzy którymi jest umieszczona zmielona kawa (7,5g). W czasie zaparzania gorąca woda przepływa poprzez warstwy saszetki. Saszetka zawiera jednorazową porcję zmielonej kawy potrzebnej do zaparzenia 110 ml płynu. Można też zaparzać podwójna porcję, używając saszetek o większej grubości (średnica jest niezmienna) i stosując głębsze sito. W ten sposób można również przygotować cappuccino lub gorącą czekoladę. Wtedy używamy saszetek zawierających zmieloną kawę wraz z mlekiem w proszku lub zmielona czekoladę. Saszetki z kawą są produkowane przez firmę Douwge Egberts w wielu odmianach: bezkofeinowej, light, mocca, standard, strong i super strong. Firma dostarcza także na rynek saszetki z kawą aromatyzowaną, cappuccino i czekoladą. Saszetki nie są objęte patentem i na rynku jest wiele podróbek o niższej jakości. Nowe wersje ekspresów posiadają dodatkowy zbiornik na mleko pozwalający na przygotowywanie latte macchiato. Można także kupić ekspresy Senseo zaopatrzone w młynek, co pozwala używać kawy ziarnistej.

## Produkcja i dystrybucja
Ekspresy Senseo są produkowane w kilku fabrykach Philipsa i są eksportowane do wielu krajów świata. Głównymi odbiorcami są kraje Beneluksu i tu też cieszą one dużą popularnością. Ekspresy Senseo były produkowane w Polsce przez zakłady Biazet S.A. (dawny Unitra Biazet) w Białymstoku. Żadna sieć sprzedażowa artykułów gospodarstwa domowego nie uzyskała zgody na sprzedaż tych ekspresów na terenie Polski. Pozostaje tylko import indywidualny i indywidualne zaopatrywanie się w saszetki Senseo.

## Galeria

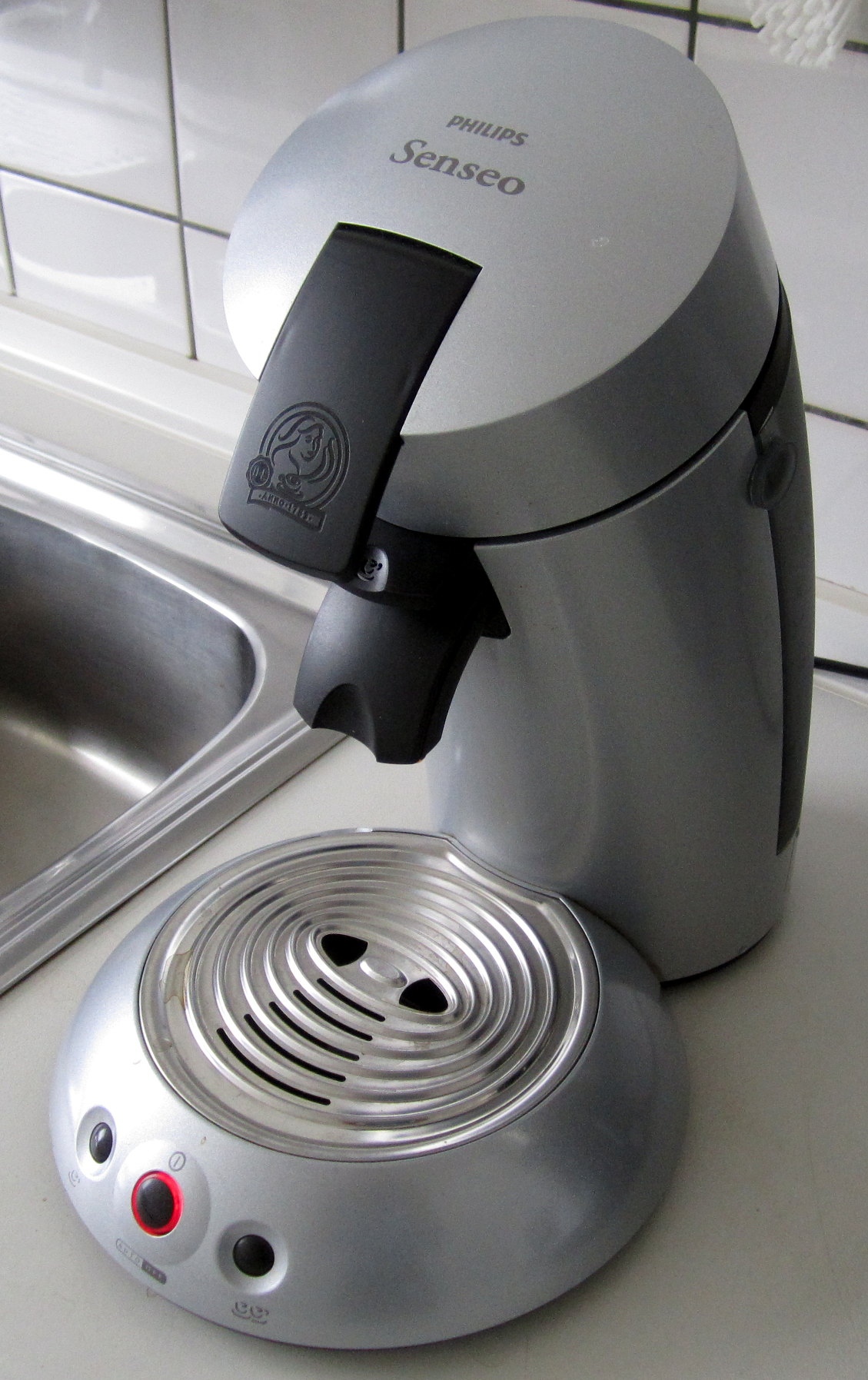
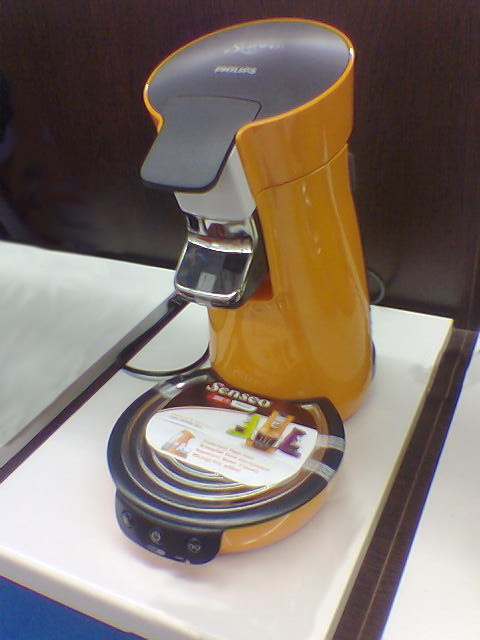
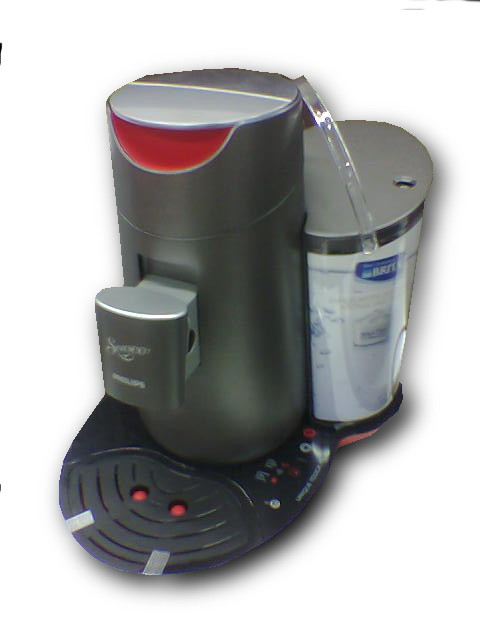
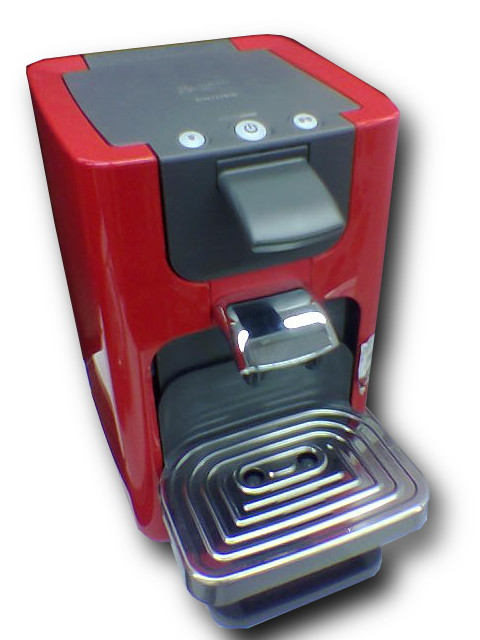
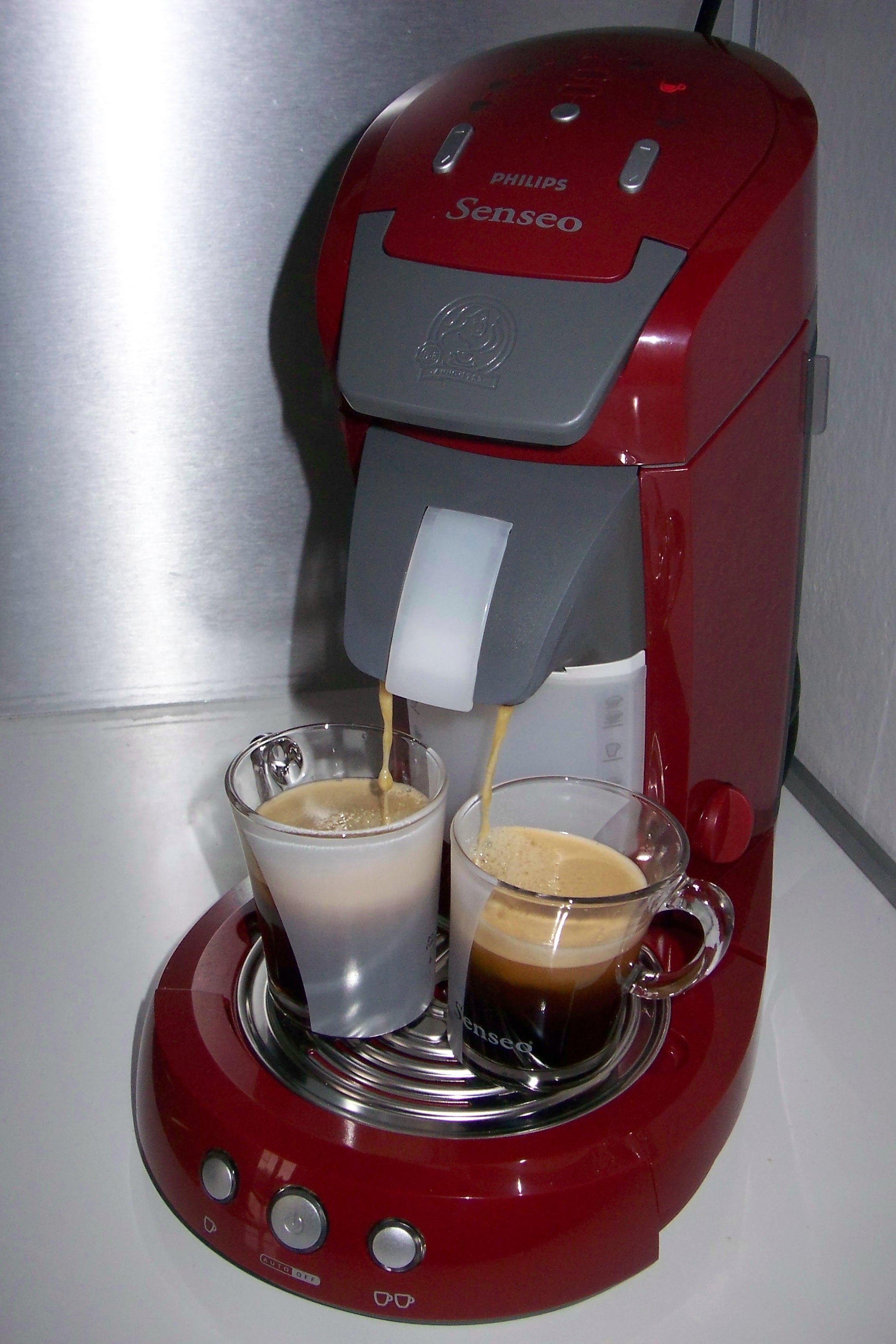
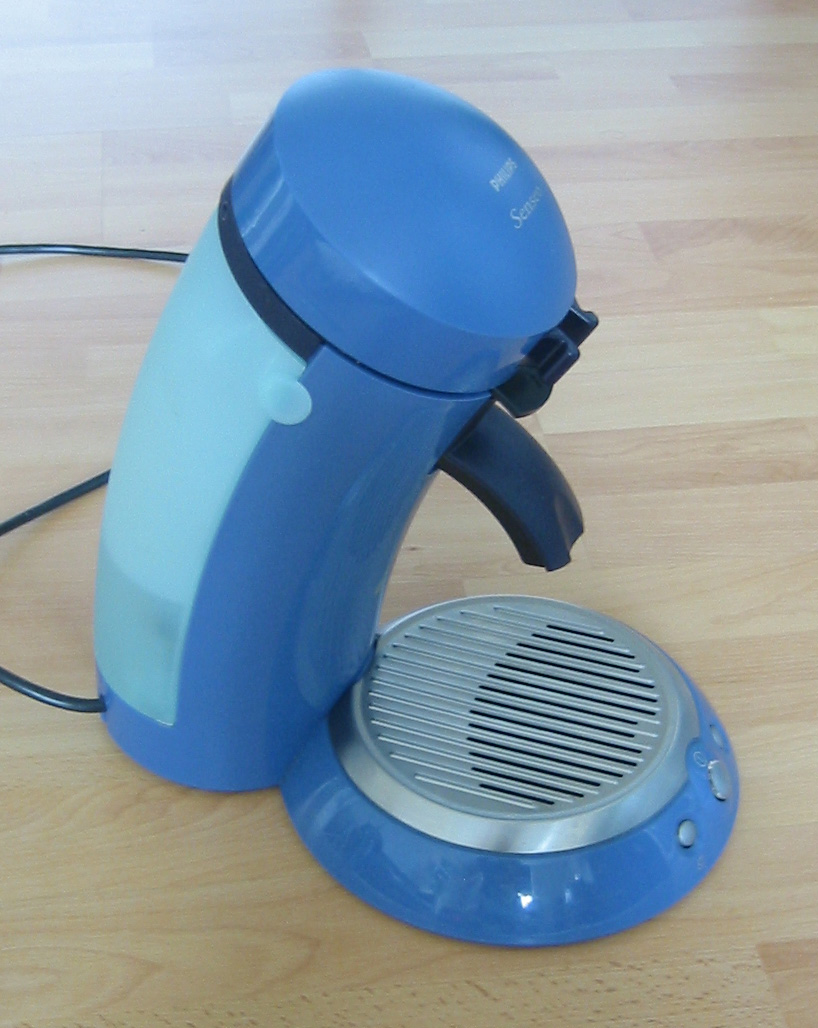